# Муравйово (Сахалінська область)
Муравьово (рос. Муравьёво) — село у Корскаковському міському окрузі Сахалінської області Російської Федерації.
Населення становить 1 особа (2013).

## Історія
З 1905 по 3 вересня 1945 року у складі губернаторства Карафуто Японії, відтак у складі Корсаковського міського округу Сахалінської області.

## Населення
| 1925 | 1935  | 2002 | 2010 | 2013 |
| ---- | ----- | ---- | ---- | ---- |
| 1076 | ↗2509 | ↘2   | ↘1   | →1   |